# Асланов, Ази Агадович
Ази Агадович Асла́нов (также Ази Ахадович Асланов, Ази Ахад оглы Асланов; азерб. Həzi Əhəd oğlu Aslanov / Һəзи Əһəд оғлу Асланов; 22 января [4 февраля] 1910, Ленкорань, Бакинская губерния — 25 января 1945, Приекульская волость, Цесисский уезд) — советский военачальник, гвардии генерал-майор танковых войск (13.03.1944), дважды Герой Советского Союза (22.12.1942, 21.06.1991 — посмертно). Последний дважды Герой Советского Союза. Один из самых высокопоставленных офицеров-азербайджанцев в Красной Армии в период Великой Отечественной войны.

## Биография

### Детство и молодость
Ази Асланов родился 22 января (4 февраля) 1910 года в городе Ленкорань Ленкоранского уезда Бакинской губернии Российской империи (ныне Ленкоранского района Азербайджанской Республики) в семье рабочего местного кирпичного завода. По национальности — азербайджанец. Имел незаконченное среднее образование — в 1923 году скончался отец и для помощи матери Ази пошёл работать чернорабочим на ту же Ленкоранскую кирпичную фабрику, на которой трудился его отец. В 1924 году окончил курсы ликвидации безграмотности. Член ВКП(б) с 1937 года.

### Военная служба до войны

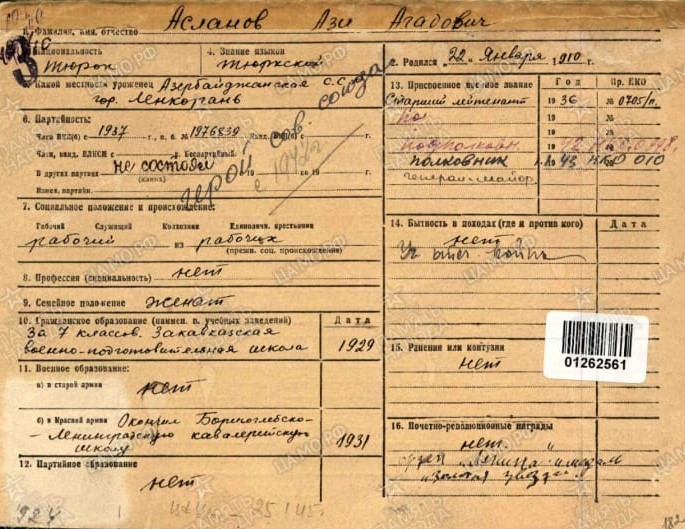
Учётно-послужная карточка Ази Асланова

В РККА с сентября 1924 года. Поступил в Закавказскую военно-подготовительную школу № 1 в Баку, окончил её в 1929 году. После завершения учёбы в военно-подготовительной школе приказом РВС Закавказского военного округа был направлен на учёбу в Борисоглебско-Ленинградскую кавалерийскую школу (бывшее Николаевское кавалерийское училище). После окончания школы в июне 1931 года назначен командиром взвода 15-го кавалерийского полка 3-й Бессарабской кавалерийской дивизии имени Котовского (полк стоял в городе Бердичев). Уже в августе того же года назначен командиром автобронедивизиона в этом полку. С конца 1931 года служил в автотракторных мастерских Украинского военного округа

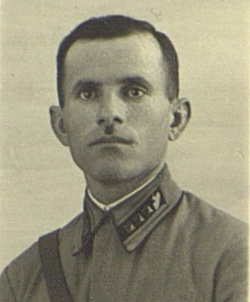
Старший лейтенант Асланов

Окончил курсы при Военной академии механизации и моторизации РККА в 1933 году. С июня 1933 года служил в 2-й стрелковой дивизии Белорусского военного округа: командир взвода отдельной танковой роты, заместитель командира роты по технической части, командир танковой роты. В 1938 году переведён в 60-ю стрелковую дивизию на должность командира роты отдельного танкового батальона. С мая 1938 — помощник командира, с 1939 года — командир батальона 3-го автотранспортного полка (с лета 1940 — в составе 10-й танковой дивизии) в Киевском военном округе.
Участник Польского похода в сентябре 1939 года и советско-финляндской войны 1939—1940 годов.

### Великая Отечественная война
Великую Отечественную войну встретил в составе 10-й танковой дивизии, которая была передана в 15-й механизированный корпус. Командовал автотранспортным батальоном. В августе 1941 года временно командовал танковым батальоном. Принимал участие в обороне Киева.
С сентября 1941 года — заместитель командира 10-го стрелкового полка по технической части. В начале 1942 года направлен в Москву в распоряжение командующего бронетанковыми и механизированными войсками. В феврале 1942 года получил назначение на Крымский фронт, вступил в должность заместителя командира 55-й отдельной танковой бригады по строевой части. После эвакуации из Крыма в мае 1942 года восстанавливал бригаду на Северном Кавказе.
Уже в июне 1942 года бригада вновь вступила в бой в составе 28-го танкового корпуса 4-й танковой армии на Сталинградском фронте. С октября 1942 года командир 55-го отдельного танкового полка (4-й механизированный корпус), сформированного из остатков 55-й танковой бригады, понесшей большие потери в оборонительных боях под Сталинградом.
19 ноября 1942 года началось контрнаступление советских войск под Сталинградом. В течение суток танкисты Асланова во взаимодействии с 1378-м стрелковым полком 87-й стрелковой дивизии подполковника М. С. Диасамидзе с боями преодолели более 40 километров. 21 ноября 55-й отдельный танковый полк перерезал железнодорожную линию Сталинград — Сальск. 22-23 ноября, развивая наступление, танкисты Асланова заняли станцию Абганерово и посёлок Верхне-Кумский.

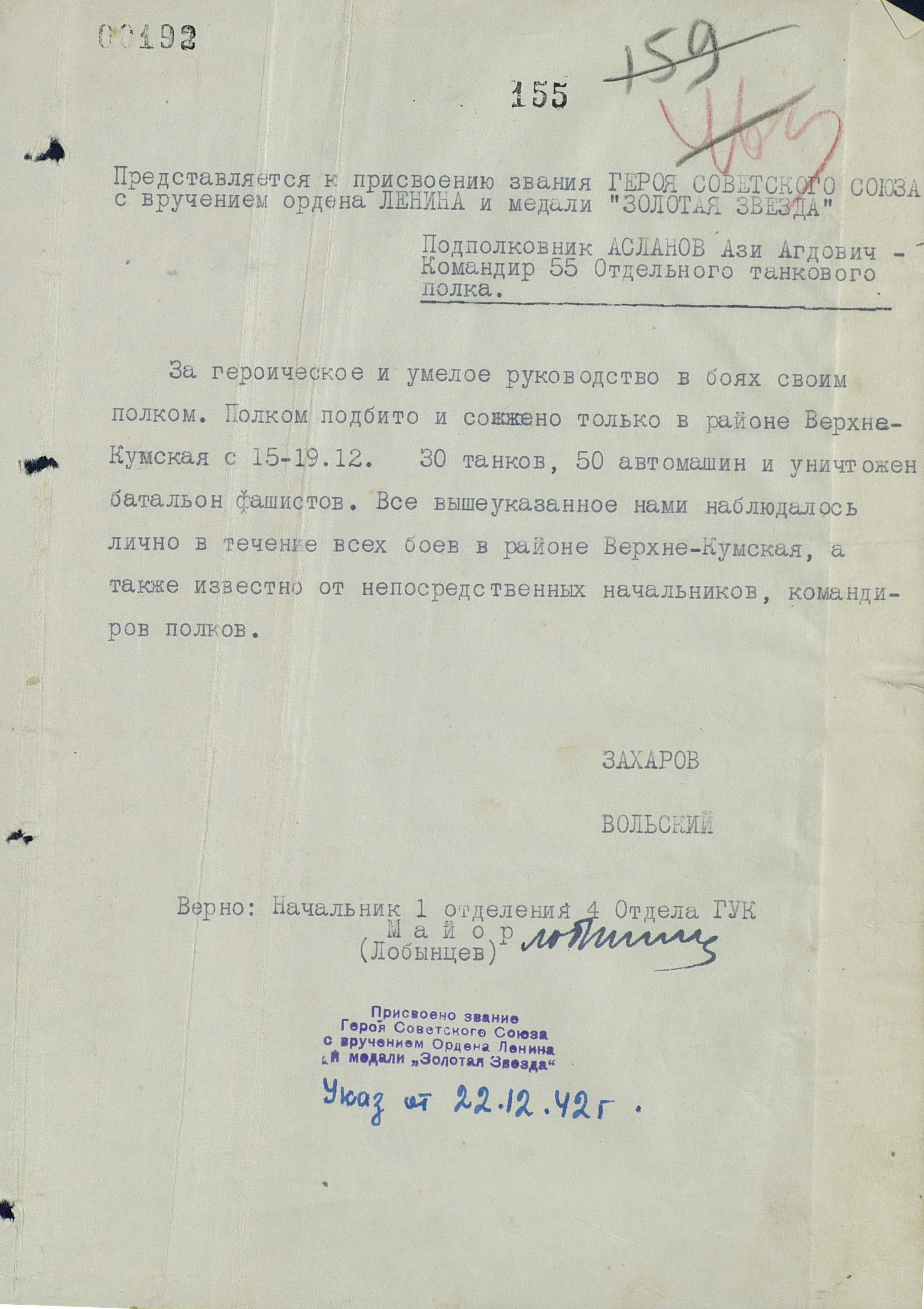
Наградной лист с представлением командира 55-й отдельной танковой бригады подполковника А. А. Асланова к званию Героя Советского Союза

В декабре 1942 года 55-й танковый полк противостоял передовым частям группы армий «Дон» Э. Манштейна, пытавшимся прорваться к окруженной 6-й армии Ф.Паулюса. В ходе ожесточённых боев в районе Верхне-Кумский танкисты Асланова уничтожили 30 танков, 26 орудий, 50 автомашин и до 2-х тысяч солдат и офицеров противника. 18 декабря 1942 года 4-й механизированный корпус был преобразован в 3-й гвардейский механизированный корпус, 55-й отдельный танковый полк в составе корпуса был преобразован в 41-й гвардейский танковый полк.
Указом Президиума Верховного Совета СССР «О присвоении звания Героя Советского Союза начальствующему составу Красной Армии» от 22 декабря 1942 года за «образцовое выполнение заданий командования на фронте борьбы с немецко-фашистскими захватчиками, проявленное при этом отвагу и геройство, за умелое и мужественное руководство подчинёнными частями», подполковнику Ази Асланову было присвоено звание Героя Советского Союза с вручением ордена Ленина и медали «Золотая Звезда».
Газета «Красная Звезда» от 24 декабря 1942 года писала:

«История войн ещё не видела бойцов, так мужественно сражавшихся как А. А. Асланов и его боевые друзья. Как бы ни были сильны вражеские танки и пехота им не сравниться с частью руководимой могучим, волевым командиром Героем Советского Союза Ази Аслановым».

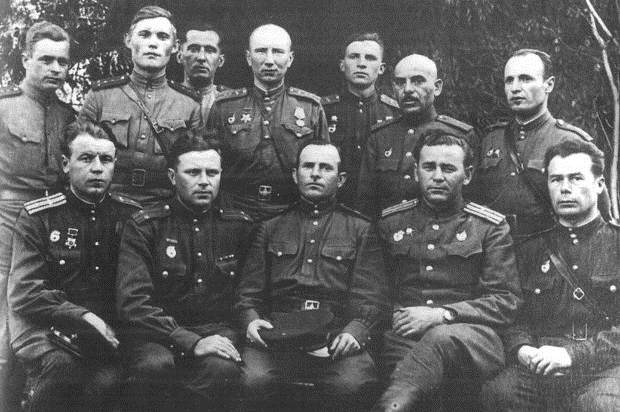
Генерал-майор Ази Асланов (сидит в центре) с офицерами 35-й гвардейской танковой бригады.(Стоит в центре) Гв. капитан Король А. М., начальник связи бригады. 23 июня 1944 года

В январе 1943 года Ази Асланов был произведён в полковники и назначен командиром 35-й гвардейской танковой бригады 3-го гвардейского механизированного корпуса сформированной на основе 41-го гвардейского танкового полка. 13 января 1943 года газета Сталинградского фронта «Сын Отечества» отмечала: «… тому как увязывать танковые операции с действиями пехоты и артиллерии нужно учиться у части гвардии полковника А. Асланова. Пусть боевое умение танкистов Героя Советского Союза А.Асланова будет образцом для всех наших подразделений…»
Танкисты Асланова участвовали в освобождении городов Белгород, Сумы, Ахтырка, Полтава, Лебедин, Миргород.
С декабря 1943 по апрель 1944 года учился на краткосрочных курсах при Военной академии механизации и моторизации РККА имени И. В. Сталина, затем вновь принял под командование свою 35-ю гвардейскую танковую бригаду. 13 марта 1944 года Ази Агадович Асланов был произведён в генерал-майоры танковых войск.
В течение лета и осени бригада Асланова участвовала в освобождении городов Вилейка, Минск, Молодечно, Вильнюс, Шяуляй, Елгава и других. Бригада получила восемь благодарностей Верховного Главнокомандующего. 12 августа 1944 года 35-й гвардейской танковой бригаде было присвоено почётное наименование «Шавлинская». В конце 1944 — начале 1945 года 35-я гвардейская танковая бригада участвовала в блокаде Курляндской группировки противника.

### Гибель

Похороны А. А. Асланова в Баку.

24 января 1945 года на хуторе Дижкрогс вблизи Приекуле, в Лиепайском районе во время рекогносцировки гвардии генерал-майор танковых войск Ази Асланов был тяжело ранен (от близкого разрыва снаряда получил множественные тяжелейшие ранения головы, шеи и груди) и 25 января умер в хирургическом полевом подвижном госпитале № 4396. Будучи смертельно раненым и истекая кровью, Асланов продолжал передавать донесение командиру соединения: «Задача выполнена, танки идут вперёд…» Это были последние слова генерала.
В 1990 году было возобновлено представление командующего 3-м Белорусским фронтом И. Д. Черняховского от 4 июля 1944 года о присвоении Герою Советского Союза гвардии генерал-майору Ази Асланову звания дважды Героя Советского Союза. 21 июня 1991 года за успешное руководство боевыми действиями бригады и личный героизм в ходе операции «Багратион» Герой Советского Союза гвардии генерал-майор танковых войск Ази Ахад оглы Асланов вторично был удостоен звания Герой Советского Союза (посмертно), став последним дважды Героем.
Ази Асланов был похоронен в Баку в парке имени С. М. Кирова (ныне Аллея шахидов). Гроб с телом Асланова во время похорон сопровождало более двадцати тысяч жителей города.

## Семья
Сыновья:
- Тофик Асланов (1934—2003), был заместителем министра внутренних дел Азербайджанской СССР;
- Ариф Асланов (1938—2007), был министром автомобильного транспорта Азербайджана.

## Воинские звания
- Старший лейтенант (1935)
- Капитан (февраль 1939)
- Майор (ноябрь 1940)
- Подполковник (1-я пол. 1942)
- Полковник (январь 1943)

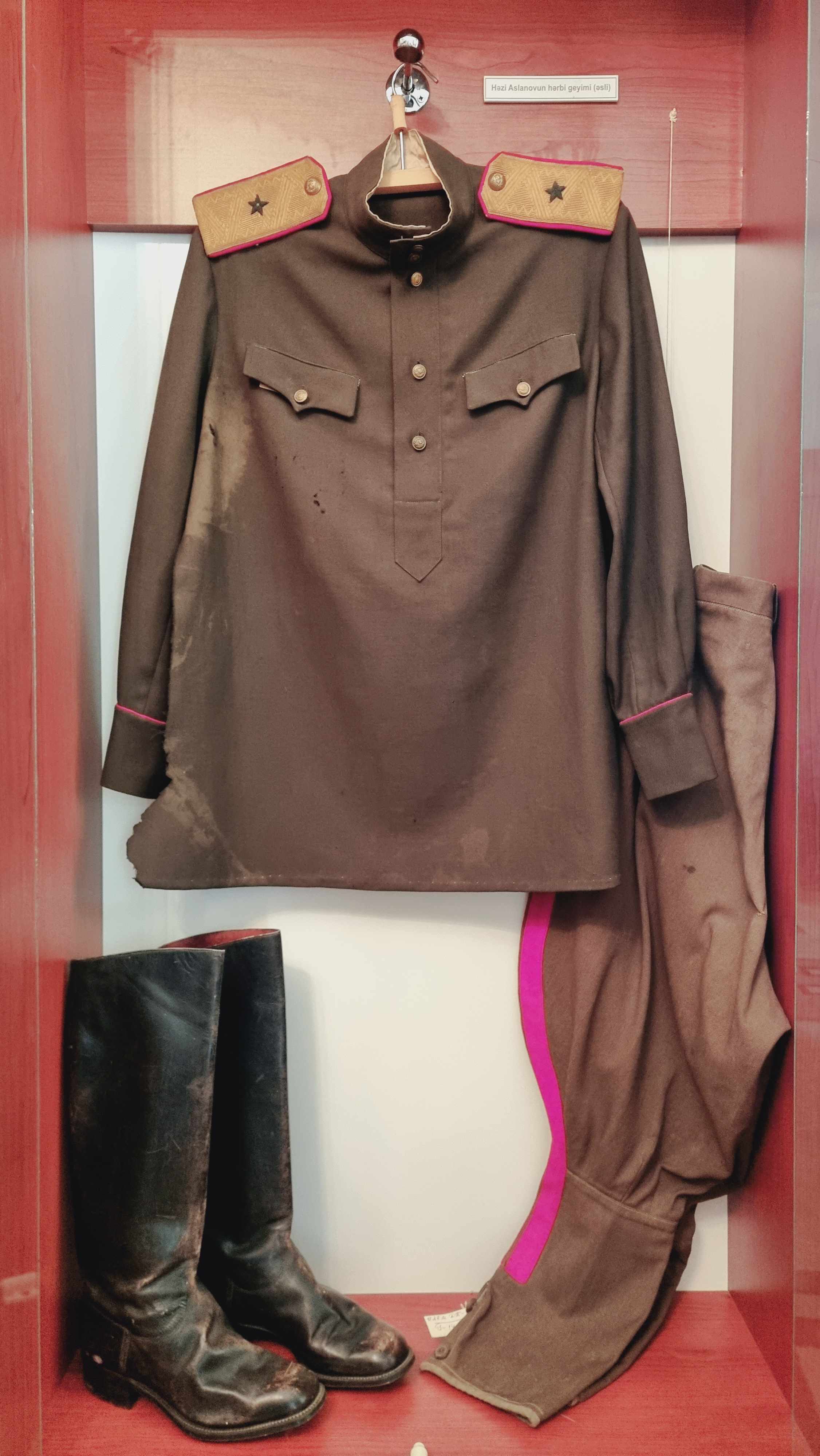
Военная форма генерал-майора Ази Асланова, в которой он был во время своей последней битвы. Дом-музей Ази Асланова в Ленкорани

- Генерал-майор танковых войск (13.03.1944)

## Награды
- Дважды Герой Советского Союза[16] (22.12.1942, 21.06.1991 посмертно)
- Два ордена Ленина (22.12.1942, 21.06.1991 посмертно)
- Три ордена Красного Знамени (14.11.1943, 31.07.1944, 7.01.1945)
- Орден Суворова II степени (22.07.1944)
- Орден Александра Невского (15.04.1943)
- Орден Отечественной войны I степени (27.01.1945 посмертно)
- Два ордена Красной Звезды (29.06.1942, 3.11.1944)
- Медаль «За отвагу» (12.05.1942)
- Медаль «За оборону Москвы» (1944)
- Медаль «За оборону Кавказа» (1944)
- Медаль «За оборону Сталинграда» (1944)

Наградные листы
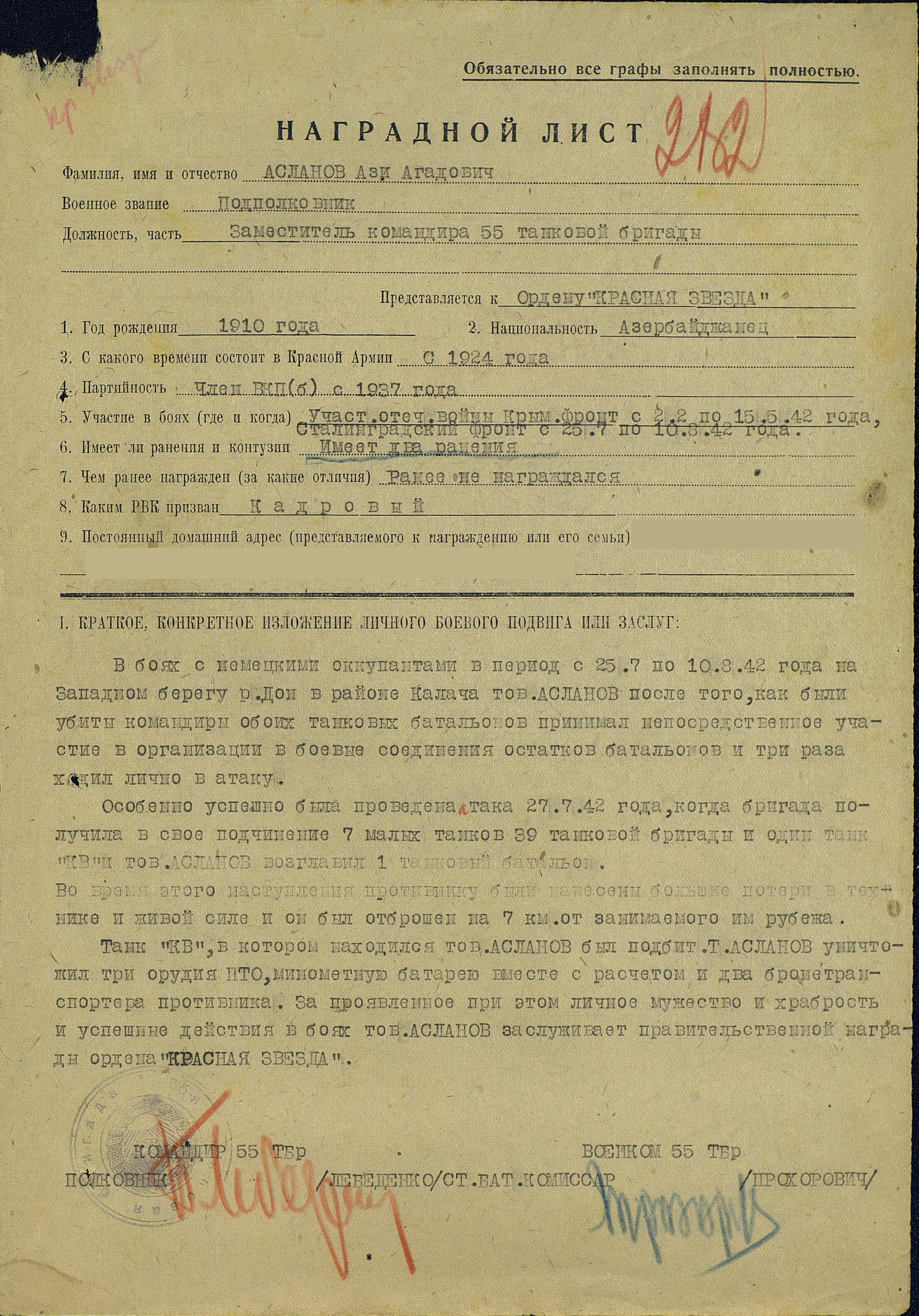
Наградной лист к Ордену Красной Звезды
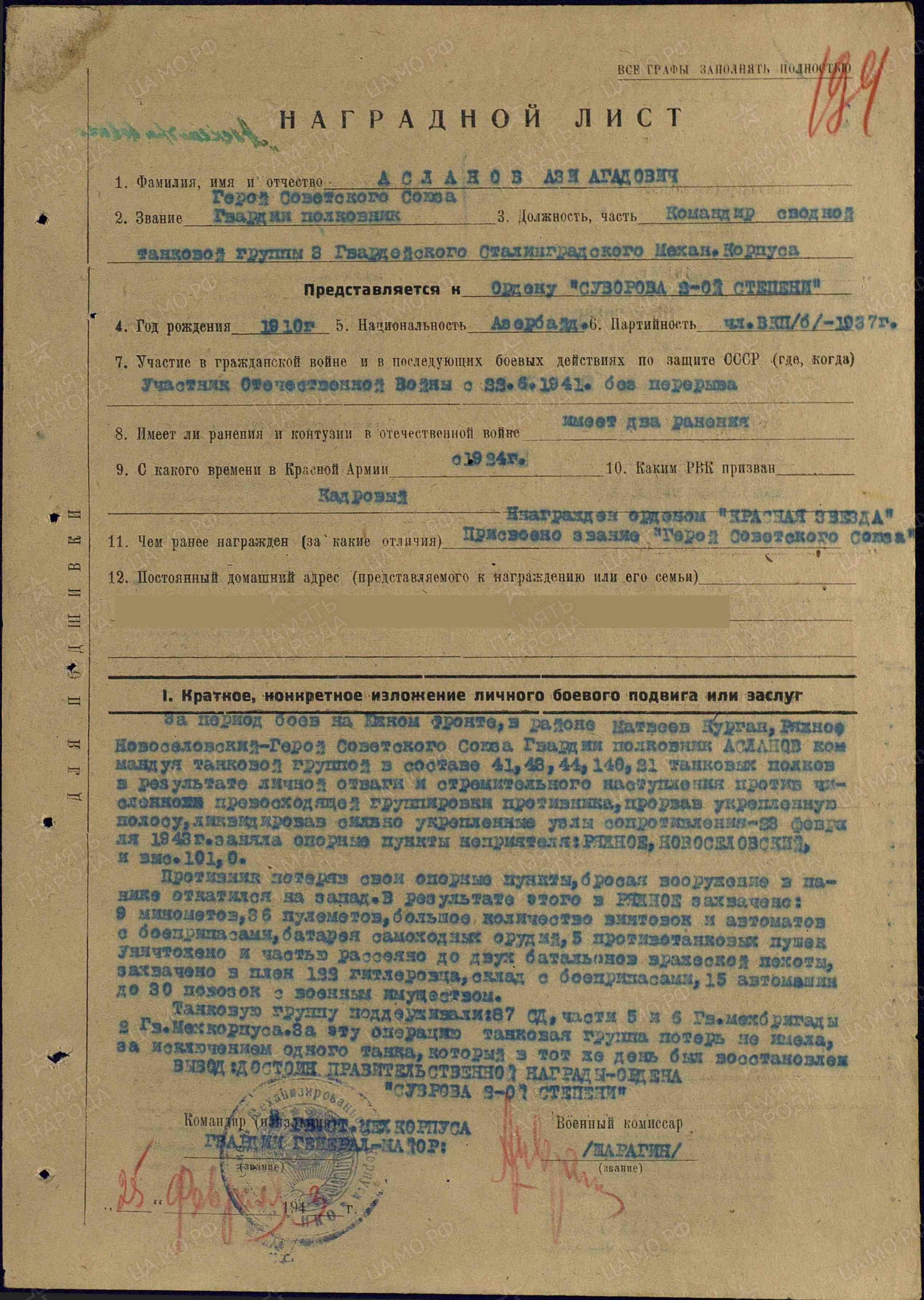
Наградной лист к Ордену Суворова II степени
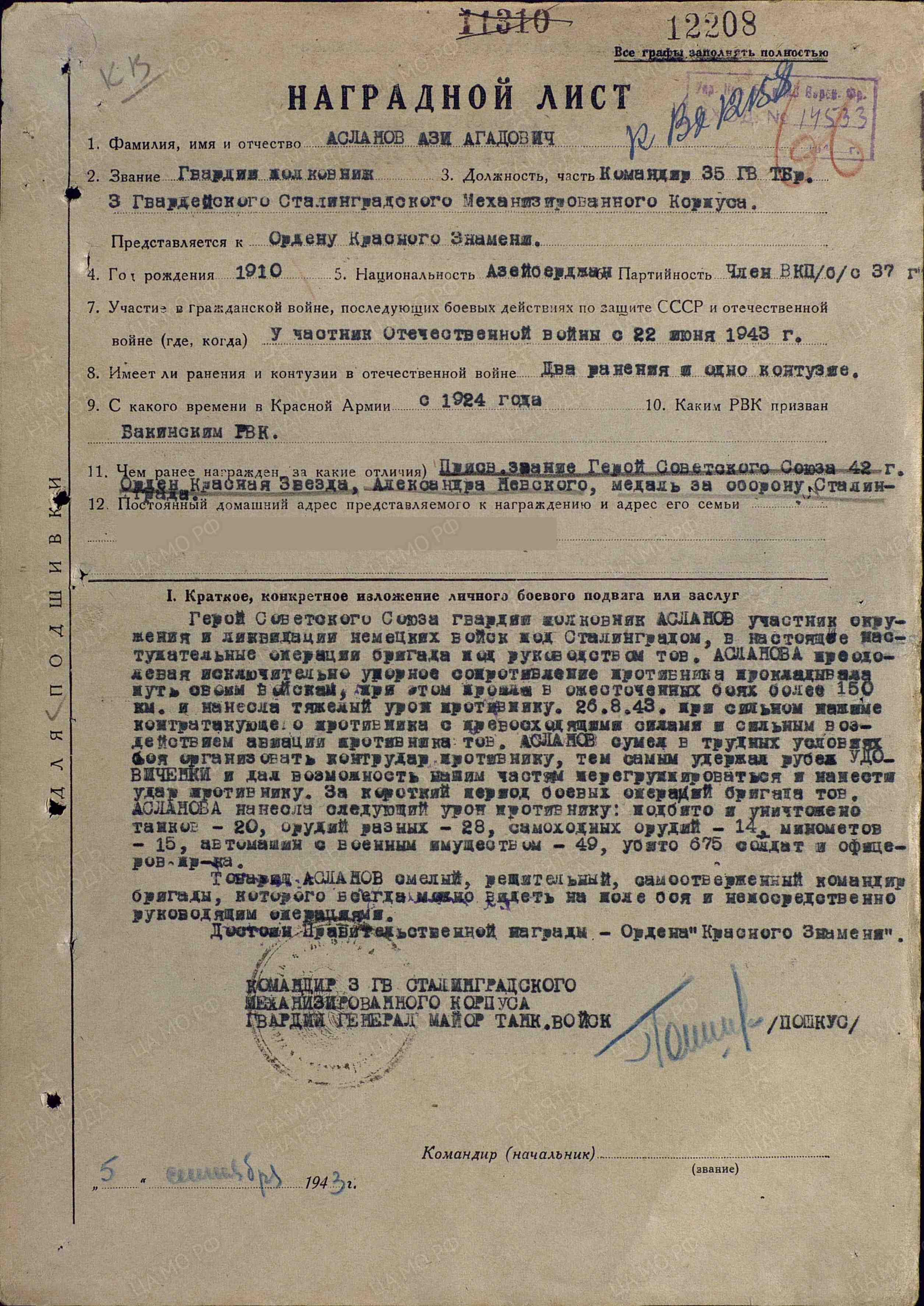
Наградной лист к Ордену Красного Знамени
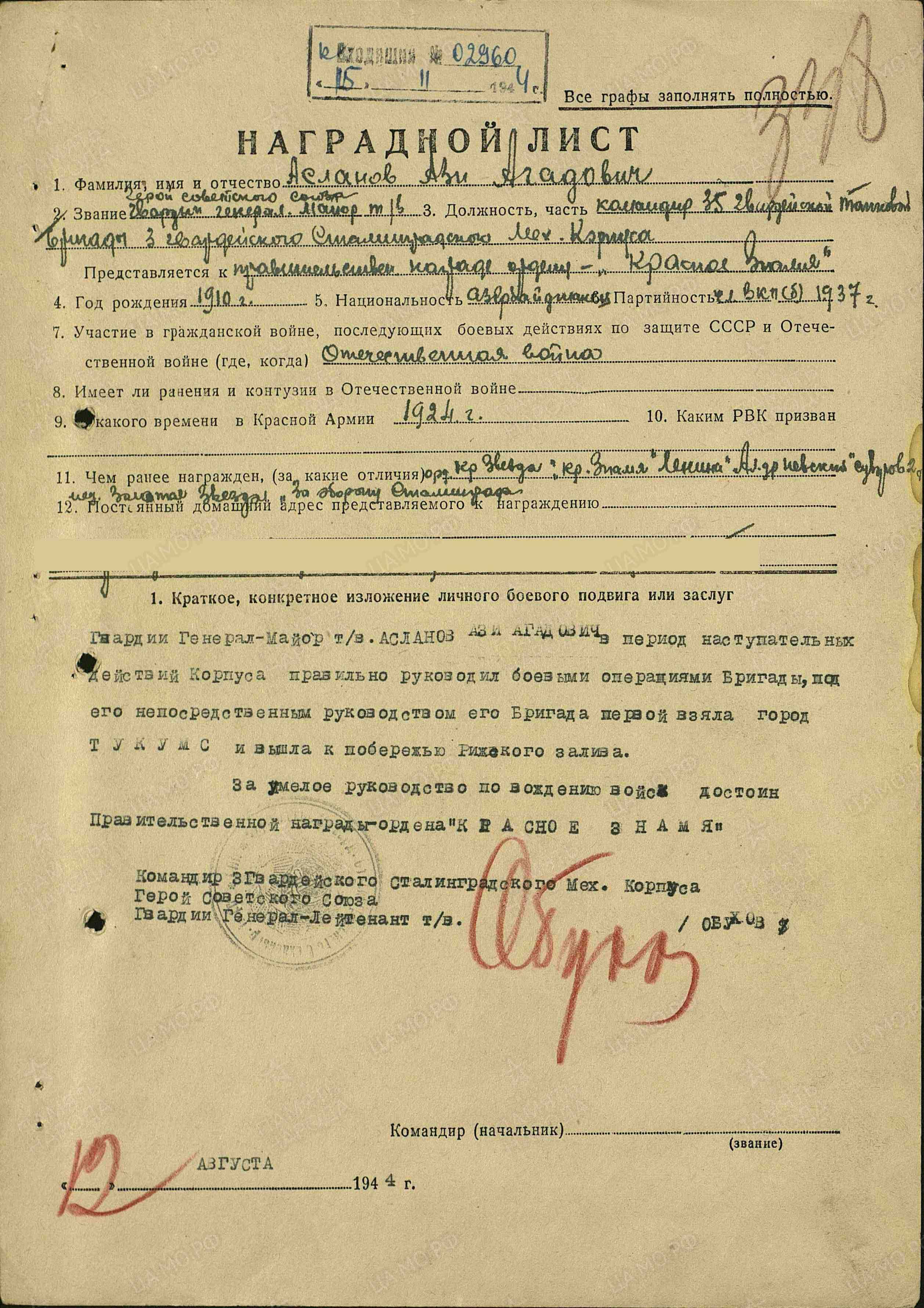
Наградной лист к Ордену Красного Знамени
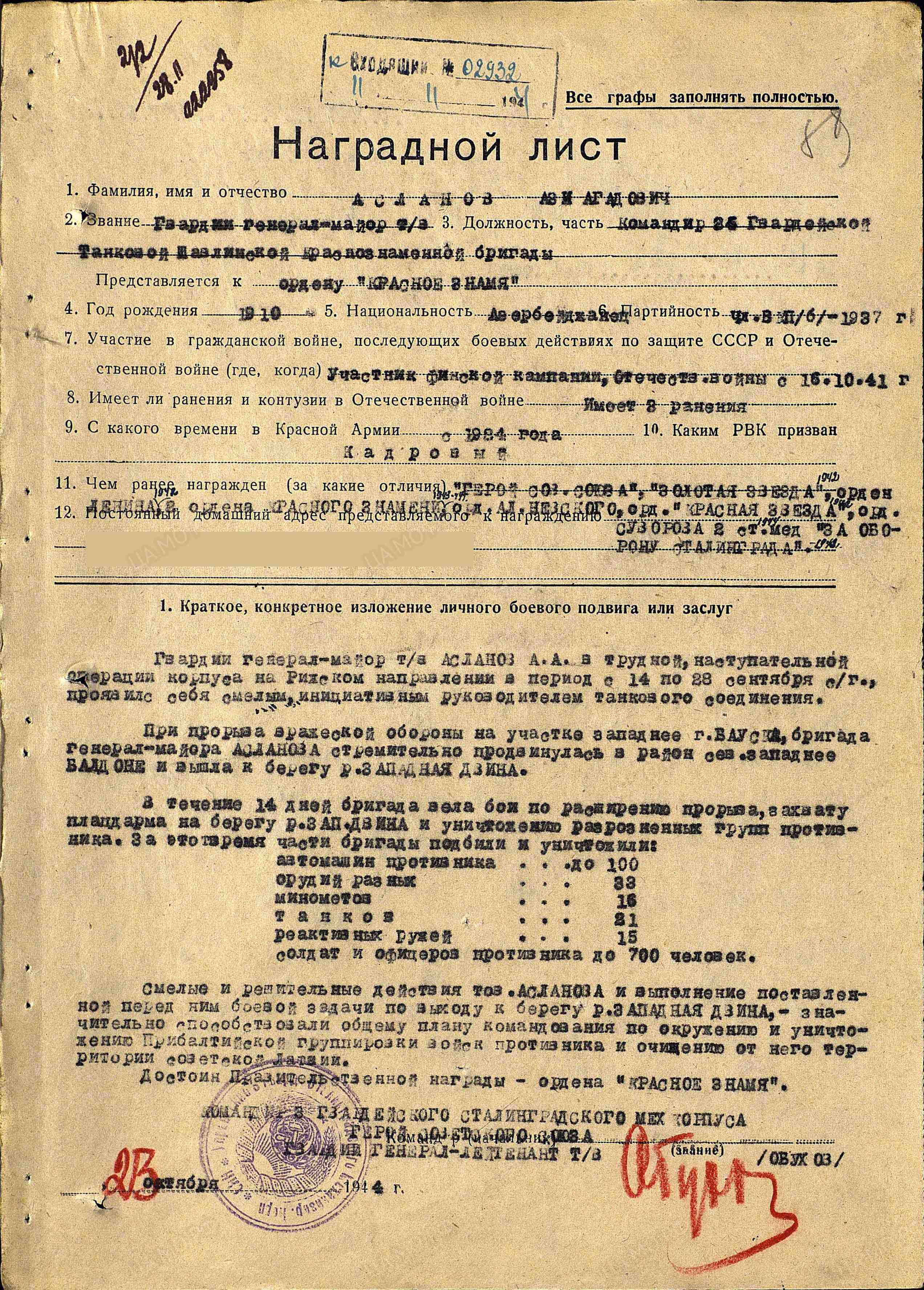
Наградной лист к Ордену Красного Знамени
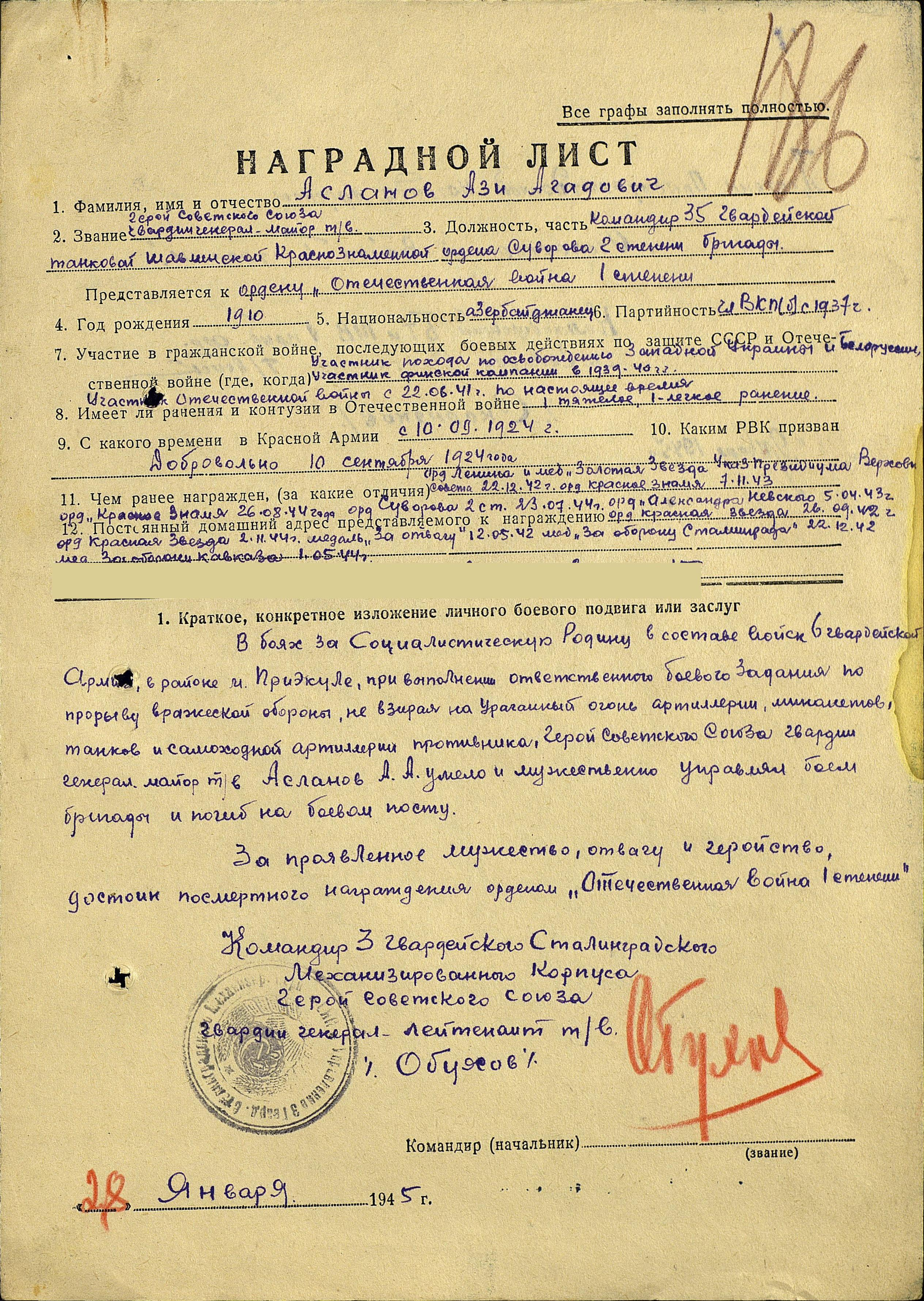
Наградной лист к Ордену Отечественной войны I степени

## Память
- Имя героя навечно внесено в списки первой роты Бакинского высшего командного общевойскового училища (ныне Азербайджанское высшее военное училище).

Именем Асланова названы:
- Станция метро и Дом офицеров в Баку.
- Улицы в Баку, Ленкорани, Габале[17], Имишли, Волгограде и Сморгони[18].
- Школа № 175 в Баку, школа № 3 в Ленкорани и школа в Волгограде.
- Совхоз в посёлке Герматюк Ленкоранского района[19].
- Танкер Азербайджанского Каспийского морского пароходства.
- В память о нём на Мамаевом кургане установлена гранитная мемориальная плита[20].
- В Ленкорани создан Дом-музей Героя.
- Асланову посвящена поэма Е. Мееровича «Ази Асланов» и роман Гусейна Аббасзаде «Генерал».
- На студии «Азербайджанфильм» о нём снят художественный фильм «Я любил вас больше жизни» (1985).
- Имя Ази Асланова носит село в Акстафинском районе Азербайджана и посёлок в городе Баку.
- В белорусском городе Вилейка (Беларусь) установлен памятник[21][22].
- Танкер «Генерал Ази Асланов» судоходной компании «Палмали» (Турция).
- На памятнике освободителям «Переправа», вблизи г. Сморгонь (Беларусь), в 2020 году установлена памятная табличка («Здесь 4 июля 1944 года 35 гвардейская танковая бригада под командованием генерал-майора Ази Асланова успешно форсировала реку Вилию и приступила к штурму города Сморгони .....»)[23][24].

Надгробный памятник Ази Асланову в Баку
Бюст Ази Асланова в одноимённом посёлке в Баку
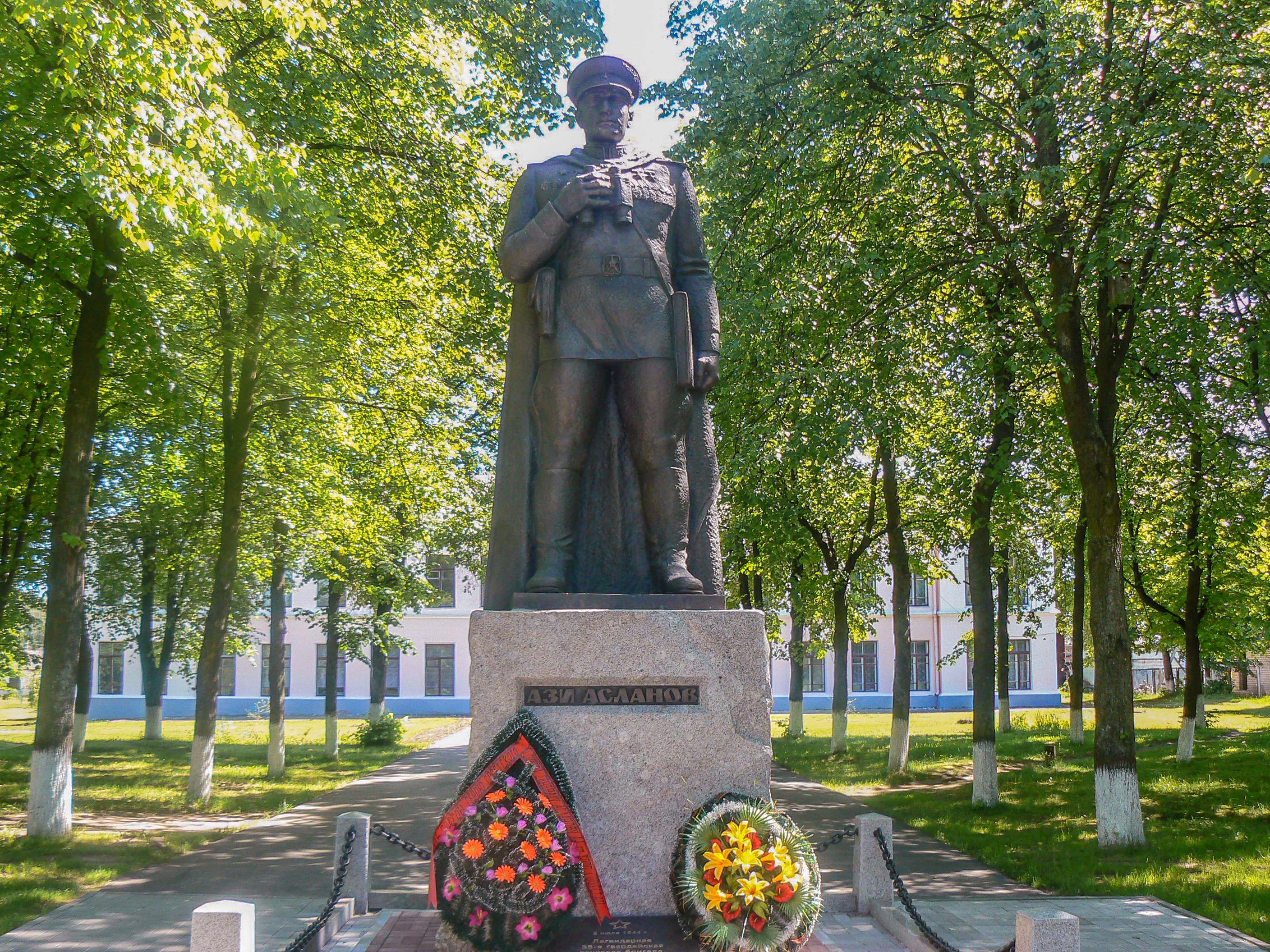
Памятник Ази Асланову в городе Вилейка
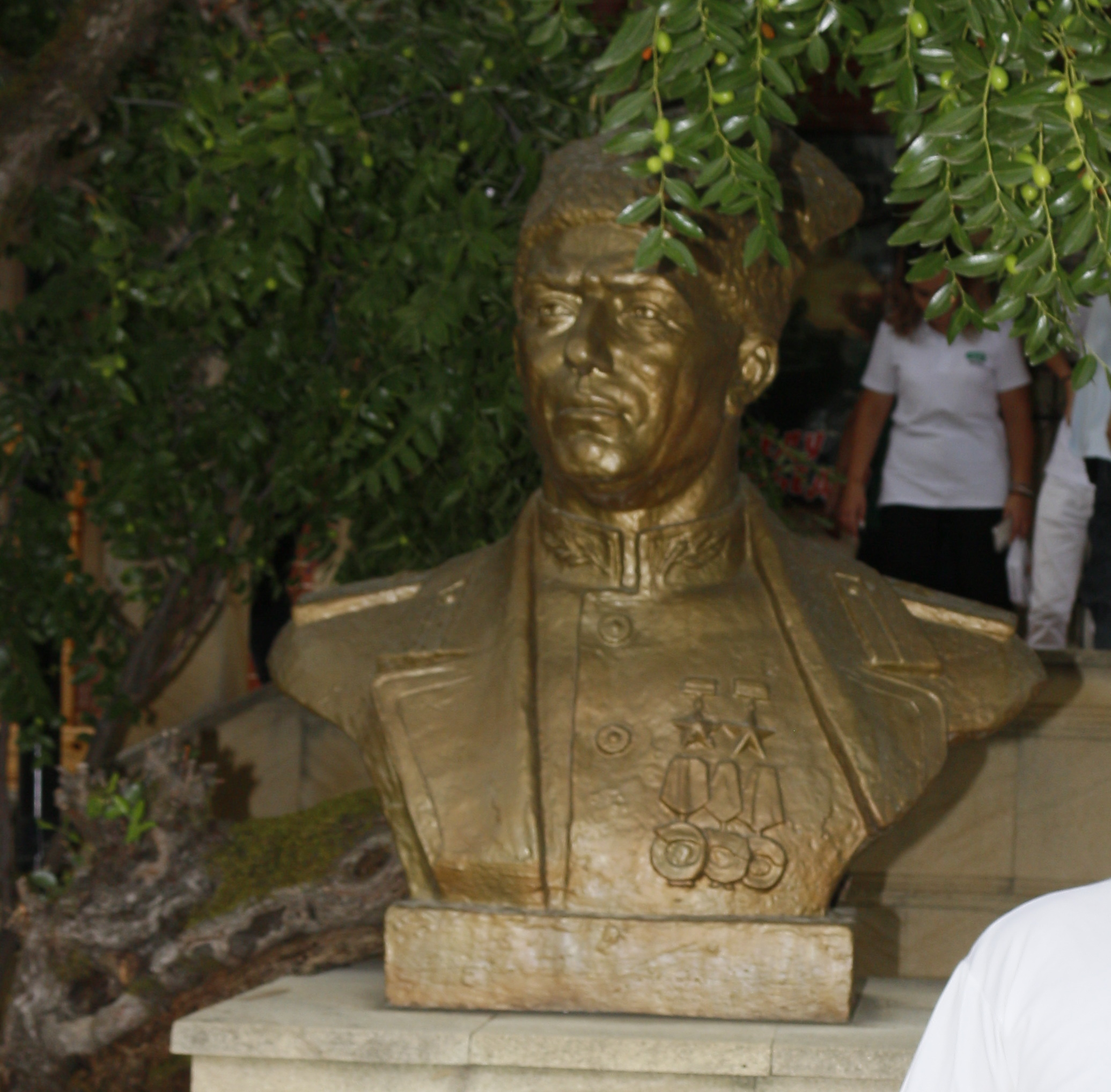
Бюст Ази Асланова в Ленкорани
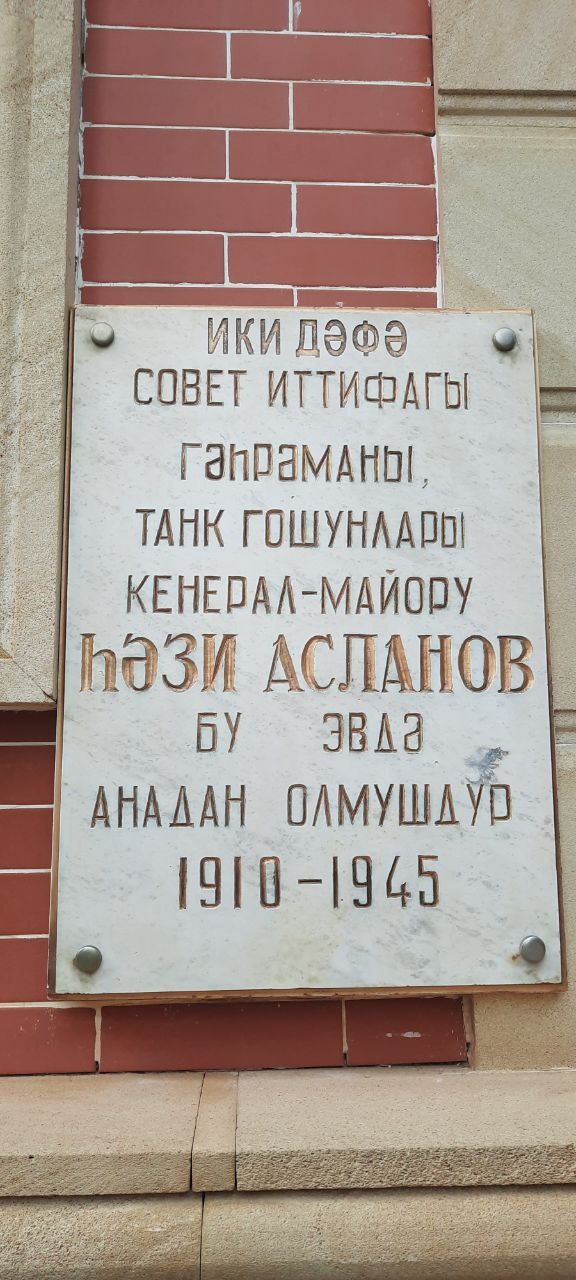
Мемориальная доска на стене дома в Ленкорани, в котором родился Ази Асланов
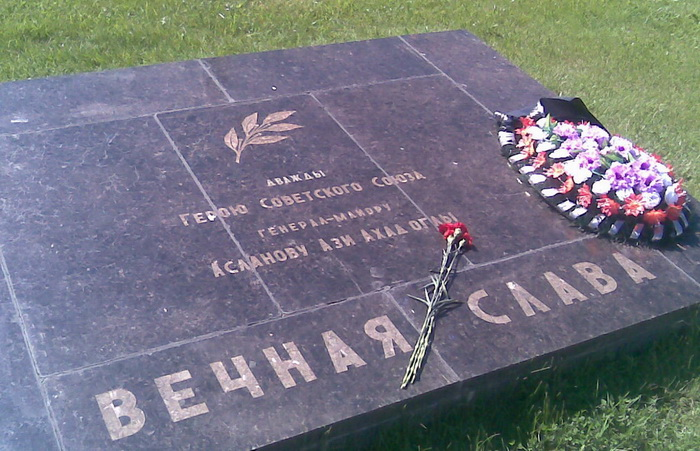
Мемориальная плита в память об Ази Асланове на Мамаевом кургане